# Альт-Тухебанд
Альт-Тухебанд (нем. Alt Tucheband) — община в Германии, в земле Бранденбург.
Входит в состав района Меркиш-Одерланд. Подчиняется управлению Гольцов. Население составляет 886 человек (на 31 декабря 2010 года). Занимает площадь 30,59 км².
Коммуна подразделяется на 3 сельских округа.
| Год  | Население |
| ---- | --------- |
| 2005 | 1027      |
| 2010 | 914       |

## Гербы сельских округов

Альт-Тухебанд
Хатенов
Ратшток